# Nichtopioid-Analgetikum
Ein Nichtopioid-Analgetikum (Synonym nichtopioides Analgetikum) ist ein schmerzstillendes Arzneimittel (Analgetikum), das seine Wirkung nicht durch Bindung an Opioidrezeptoren entfaltet und damit kein Opioid ist. Viele nichtopioide Analgetika wirken über eine Hemmung des Enzyms Cyclooxygenase (COX) und somit über eine Prostaglandin-Synthesehemmung analgetisch, antipyretisch und antiphlogistisch. In der Entwicklung sind neuerdings Substanzen, die als Lipoxygenase-Hemmstoffe wirken. Viele Nichtopioid-Analgetika sind in Deutschland ohne Rezept in Apotheken erhältlich. Typische Vertreter der Nichtopioid-Analgetika sind COX-2-Hemmer, Paracetamol und Metamizol.

## Wirkungsmechanismus
Der Wirkungsmechanismus der Nichtopioid-Analgetika ist nicht einheitlich. Die meisten hemmen durch Blockade der Cyclooxygenasen COX-1 und COX-2 die Synthese der Prostaglandine, die bei einer Gewebeschädigung als entzündungsfördernde Substanzen gebildet werden. Dazu gehören neben den Prostaglandinen sowie den daraus abgeleiteten Prostacyclinen und Thromboxanen auch Leukotriene. Die nichtopioiden Analgetika, welche die Cyclooxygenasen hemmen, werden als Prostaglandinsynthesehemmer bezeichnet.
Diese Substanzen greifen in unterschiedlichem Maße in elementare Körperfunktionen ein. So beeinflussen sie die Nierendurchblutung, Natriumausscheidung, Thrombozytenaggregation sowie Bronchial-, Darm- und Gebärmuttertonus.
Im Zusammenhang mit der Schmerzentstehung und -unterhaltung spielen Einflüsse auf Gefäßtonus, Chemotaxis und Gefäßpermeabilität eine Rolle. Diese Prozesse sind entscheidend für Entzündungsprozesse.
Die Prostaglandine sind im Zusammenhang mit den Nichtopioid-Analgetika von besonderem Interesse. Sie beeinflussen neben Entzündungsvorgängen noch andere physiologische Funktionen. So spielen sie eine schützende Rolle für die Magenschleimhaut (Säureschutz) und die Nierenfunktion (Natrium- und Wasserausscheidung). Dabei sind zwei Aspekte zu beachten:
1. Es gibt mehrere Prostaglandine, die an verschiedenen Wirkorten unterschiedliche Wirkungen entfalten.
2. Es gibt mindestens zwei Arten der Cyclooxygenase, die für verschiedene Synthesewege der Prostaglandine stehen. So spielt die Cyklooxygenase-2 (COX-2) eine Rolle bei der Synthese der Entzündungsmediatoren, die COX-1 ist entscheidend für die Synthese der Prostaglandine, die für den Schleimhautschutz, die Blutgerinnung (Blutplättchenaggregation) und die Regulation des Elektrolyt- und Wasserhaushaltes stehen.

## Klassifikation

Chemische Klassifikation der nichtopioiden Analgetika

Bei den Nichtopioid-Analgetika handelt es sich um eine chemisch heterogene Substanzgruppe. Die sauren antiphlogistischen antipyretischen Analgetika werden in der Humanmedizin auch als nichtsteroidale Antiphlogistika (NSAP) oder Säureantiphlogistika bezeichnet. In der Tiermedizin werden mit NSAP oder auch NSAID (englisch non steroidal anti-inflammatory drug) dagegen alle Nichtopioid-Analgetika bezeichnet, also auch die nichtsauren.

### Saure antiphlogistische antipyretische Analgetika
Saure antiphlogistische antipyretische Analgetika sind Säuren. Sie reichern sich deshalb und wegen ihrer hohen Eiweißbindung besonders in Gewebe mit niedrigem pH-Wert an (in nichtdissoziierter Form). Aus diesem Grund sind sie in besonders hohen Konzentrationen in entzündetem Gewebe nachweisbar, wo sie der Entzündung entgegenwirken.
Hohe Konzentrationen ergeben sich auch in der Magenschleimhaut und in den Nieren. Aus dieser Tatsache ergeben sich wesentliche Nebenwirkungen. So geht durch Wegfall der lokalen Prostaglandinsynthese deren magenschleimhautschützende Wirkung (verminderte Schleimproduktion und verminderte Durchblutung der Magenwand) verloren, was zu Magenulzerationen (Magenulkus, ulcus ventriculi) und späterer Magenblutung führen kann.

#### Salicylate
Zur Substanzgruppe der Salicylate gehören:
1. Acetylsalicylsäure (ASS), wichtigster Vertreter
2. 5-Aminosalicylsäure (Mesalazin), entzündungshemmendes Darmmittel
3. Diflunisal (Handelsname Fluniget), in Deutschland nicht erhältlich
4. Ethenzamid (2-Ethoxybenzamid), nur als Kombinationspartner in einem Grippemittel
5. Salicylamid, in Deutschland nicht erhältlich
6. Salacetamid, in Deutschland nicht mehr erhältlich

Acetylsalicylsäure (ASS) – seit 1899 als Arzneimittel eingeführt – ist für die orale und intravenöse Verabreichung verfügbar. Außer der Anwendung bei entzündungsbedingtem Schmerz bietet sich durch die thrombozytenaggregationshemmende Wirkung die Anwendung zur Vorbeugung gegen Mikroembolien im Zusammenhang mit Herzinfarkt und zerebralem ischämischen Insult (Schlaganfall) an.

#### Anthranilsäure-Derivate
Anthranilsäure-Derivate sind strukturell eng mit den Salicylsäurederivaten verwandt. Hierzu gehören:
1. Etofenamat
2. Mefenaminsäure
3. Flufenaminsäure
4. Tolfenaminsäure
5. Meclofenaminsäure

#### Arylessigsäure-Derivate
Zu den Arylessigsäure-Derivaten gehören:
1. Diclofenac
2. Indometacin
3. Aceclofenac, soll knorpelaufbauend wirken
4. Acemetacin (Handelsname Rantudil),
5. Lonazolac
6. Tolmetin, in Deutschland nicht erhältlich
7. Ketorolac, nur in Augentropfen verwendet
8. Lumiracoxib, starke COX-2-hemmende Wirkung (→ Coxibe)
9. Bufexamac
10. Felbinac

Diclofenac kann zu Leber- und Nierenschädigung führen sowie typischerweise zu Magenschleimhautschädigung (verminderte Schutzwirkung der Prostaglandine dort).

#### Arylpropionsäure-Derivate
Zu den Arylpropionsäure-Derivaten gehören:
1. Ibuprofen
2. Ketoprofen
3. Naproxen
4. Dexketoprofen
5. Flurbiprofen
6. Dexibuprofen
7. Tiaprofensäure

Dexketoprofen und Dexibuprofen sind die optisch rechtsdrehenden Enantiomere der Racemate Ketoprofen bzw. Ibuprofen.
Ibuprofen wird zur Therapie chronischer Gelenkschmerzen (z. B. Rückenschmerzen) verabfolgt. Obwohl auf die allgemeine Gefährdung hinsichtlich eines akuten Nierenversagens durch alle NSAR hingewiesen wird, kann das Mittel gut in der postoperativen Schmerztherapie eingesetzt werden. Günstig ist sein schneller Wirkungseintritt, der etwa 15 Minuten nach oraler Gabe einsetzt (Zum Vergleich: Paracetamol oral nach 2 Stunden). Für die intravenöse oder intramuskuläre Gabe bei mittelstarken bis starken Schmerzen steht mittlerweile auch eine Injektionslösung zur Verfügung.

#### Oxicame
Oxicame sind Enolsäuren. Zu ihnen zählen:
1. Piroxicam
2. Tenoxicam
3. Lornoxicam, das erste Oxicam mit kurzer Plasmahalbwertszeit.
4. Meloxicam zeigt eine Präferenz für die Hemmung von COX-2.

Oxicame haben eine hohe bis absolute Bioverfügbarkeit. Piroxicam, Tenoxicam und Meloxicam müssen durch lange Plasmahalbwertszeiten nur einmal täglich eingenommen werden. Isoxicam wurde 1985 vom Markt genommen, die Zulassung für Droxicam wurde 1994 suspendiert.

#### Pyrazolidindione
Pyrazolidindione sind vom Grundgerüst ähnlich den Pyrazolonen, allerdings sauer und damit zu den NSAR zu zählen. Vertreter sind:
1. Phenylbutazon
2. Oxyphenbutazon, in Deutschland nicht erhältlich
3. Kebuzon, in Deutschland nicht erhältlich
4. Sulfinpyrazon, in Deutschland nicht erhältlich
5. Mofebutazon
6. Azapropazon, in Deutschland nicht erhältlich

Diese Arzneistoffe erfahren aufgrund schwerer Nebenwirkungen (Agranulozytose) nur stark eingeschränkte Anwendung.

### Nichtsaure antipyretische bzw. antiphlogistische antipyretische Analgetika
Die nichtsauren antipyretischen Analgetika verteilen sich im Gegensatz zu den sauren Analgetika weitgehend gleichmäßig im Organismus. Sie sind deshalb zur Therapie entzündungsunabhängiger Schmerzen (z. B. postoperative Zustände) gut geeignet; ein weitbekanntes Beispiel ist Paracetamol.
Die bei den sauren Analgetika gefürchteten Nebenwirkungen auf die Niere (akutes und chronisches Nierenversagen) sind bei den nichtsauren Analgetika eher nicht zu erwarten.

#### Coxibe
Coxibe sind COX-2-Hemmer. Zu ihnen gehören:
1. Rofecoxib, auf Grund von Herz- und Kreislaufschäden vom Markt genommen.
2. Celecoxib,
3. Parecoxib, in der Schweiz auf Grund von Herz- und Kreislaufschäden vom Markt genommen.
4. Valdecoxib, auf Grund von Herz- und Kreislaufschäden sowie starken Hautreaktionen vom Markt genommen.
5. Etoricoxib,
6. Lumiracoxib

Coxibe hemmen selektiv die Cyclooxygenase 2, sie werden deshalb auch COX-2-Blocker genannt. Mit der Hemmung der COX-2 wird die Synthese der Prostaglandine unterbunden, die im Sinne der Entzündungsantwort fungieren. Die Prostaglandine, die für den Magenschutz und die Blutplättchenaggregation verantwortlich sind, werden weniger beeinflusst. Damit wäre das größte Problem der Langzeitanwendung von NSAR, die Entwicklung von Gastritis und Magenblutung, unterbunden.
Die Hoffnungen auf größte Nebenwirkungsfreiheit der Coxibe haben sich nicht erfüllt. Aus der Erfassung von unerwünschten Arzneimittelwirkungen ergibt sich für die Coxibe eine Häufung von Hypertonie und Herzinfarkt bei langdauernder Einnahme. Ob es sich bei diesen Nebenwirkungen um einen Gruppeneffekt nur der Coxibe handelt oder eine Nebenwirkung aller NSAR, ist im Moment Gegenstand weiterer Forschungsarbeiten. Die Arzneimittelkommission der deutschen Ärzteschaft (AkdÄ) hat daraus derweil folgende Empfehlungen abgeleitet:
- Coxibe sind bei Patienten mit kardiovaskulären Vorerkrankungen kontraindiziert,
- Eine relative Kontraindikation besteht bei Patienten mit einem Lebensalter über 65 Jahre,
- Die Anwendung ist zeitlich auf höchstens sechs Monate zu begrenzen,
- Relative Kontraindikation besteht in der perioperativen Therapie,
- Bei Patienten mit kardiovaskulären und gastrointestinalen Risiken sollte bis zur Konkretisierung der Kenntnisse auf NSAR mit Magenschutz oder ähnliches ausgewichen werden.

#### Aminophenole
Zu dieser Gruppe gehört Paracetamol. Es ist in seiner intravenösen Form besonders gut zur postoperativen Schmerztherapie geeignet. In der Kinderheilkunde hat es sich fest etabliert, allerdings eher aufgrund des Fehlens von Alternativen. Bei Überschreitung der Tageshöchstdosis kann es zu Leberzellnekrosen, Leberkoma und zum Tod kommen. Bei Lebervorschädigung treten diese Effekte eher auf, weshalb es sich hier um eine Kontraindikation für den Einsatz von Paracetamol handelt.

#### Pyrazolone
Zu den Pyrazolonen gehören:
- Phenazon,
- Propyphenazon,
- Metamizol,
- Aminophenazon, in Deutschland nicht mehr auf dem Markt

Das 1883 von Ludwig Knorr synthetisierte Phenazon ist einer der ersten synthetischen Arzneistoffe. Aminophenazon als Weiterentwicklung von Phenazon wird aufgrund des karzinogenen Metaboliten Dimethylnitrosamin in Kombinationspräparaten seit 1977 durch Propyphenazon ersetzt. Eine ähnliche Struktur hat Ramifenazon (4-Isopropylaminoantipyrin), das als Hydrochlorid wasserlöslich ist und daher eine parenterale Applikation erlaubt.
Ein ähnliches Präparat ist Piperylon.
Ein weiteres Pyrazolonderivat, das als wasserlösliches Salz vorliegt und dementsprechend parenteral verabreicht werden kann, ist Metamizol. Außerdem besitzt Metamizol eine spasmolytische Aktivität auf die glatte Muskulatur. Nach Gabe von Metamizol sind Agranulozytosen beobachtet worden. Die Substanz ist in den USA, England und anderen Ländern nicht oder nicht mehr zugelassen.
In einigen Ländern, wie z. B. in Deutschland im August 1982 vom Bundesgesundheitsamt, wurde die Zulassung von 80 Pyrazolon-haltigen Kombinationspräparaten widerrufen, nachdem sie in Verdacht standen, in seltenen Fällen Blutbildschädigungen und Schockzustände auszulösen.

### Nichtopioide Analgetika ohne antiphlogistische und antipyretische Eigenschaften
Zu dieser Gruppe gehören Flupirtin und Suzetrigin. Flupirtin hat neben einer mittelstarken bis starken analgetischen Wirkung – vergleichbar mit Tramadol – einen zentralen muskelentkrampfenden Effekt auf die Skelettmuskulatur. Es wird bei akuten und chronischen Schmerzen eingesetzt z. B.:
- schmerzhaften Muskelverspannungen der Halte- und Bewegungsmuskulatur
- Spannungskopfschmerzen
- Tumorschmerzen
- Dysmenorrhoe
- Schmerzen nach traumatologischen/orthopädischen Operationen und Verletzungen.

Als Nebenwirkungen treten Müdigkeit (10–25 %) und Schwindel (5 %) auf. Außerdem kann sich der Urin grün verfärben (ohne klinische Konsequenzen). Wegen des Auftretens von Leberschäden wurde die Anwendung im Jahr 2013 eingeschränkt und 2018 die Marktrücknahme empfohlen.

## Kombinationspräparate
In vielen Medikamenten sind verschiedene Nichtopioid-Analgetika miteinander und/oder zusätzlich mit Coffein kombiniert. Die Kombination aus Acetylsalicylsäure, Paracetamol und Coffein ist am weitesten verbreitet und zum Beispiel enthalten in Boxonal N, Neuralgin, Ratiopyrin, Thomapyrin, Titralgan oder Tsitramon P. Diese Kombinationen sind in der Fachwelt umstritten.
Mehrere Studien (z. B. Diener et al., 2005) und mindestens eine Metastudie bestätigen eine überadditive Wirkungsverstärkung. Auch sollen die unerwünschten Arzneimittelwirkungen weniger schwer ausfallen, da die Einzelsubstanzen niedriger dosiert sind als in Monopräparaten. Mehrere Fachgesellschaften für Kopfschmerz und Migräne haben daraufhin die ASS-Paracetamol-Coffein-Kombination als Mittel der ersten Wahl in ihre Leitlinien aufgenommen. Obwohl die Empfehlungen z. B. der Deutschen Migräne- und Kopfschmerzgesellschaft nach eigenen Angaben streng evidenzbasiert sein sollen, wird die Unabhängigkeit aber immer wieder angezweifelt.
Andererseits gibt es eine breit gefächerte Gegnerschaft. Zum einen gibt es hier das Argument, dass Kombinationspräparate prinzipiell abzulehnen seien, weil eventuell entstehende Komplikationen schwieriger zu behandeln sind. Erwiesen ist auch, dass diese Kombinationspräparate häufiger missbräuchlich, d. h. zu lange und zu oft, eingenommen werden als die entsprechenden Monopräparate. Ob der Missbrauch aber ursächlich durch die Kombination an sich (zum Beispiel durch den leicht anregenden Effekt des Coffeins) oder durch die überlegene Wirksamkeit und bessere Verträglichkeit im Vergleich zu den Monopräparaten verursacht wird, ist noch nicht endgültig geklärt.

## Historische Bezeichnungen
Die nichtopioiden Analgetika wurden auch als periphere Analgetika bezeichnet; dies im Gegensatz zu den Opioiden, die im zentralen Nervensystem wirken. Da heute für einige Nichtopioid-Analgetika zentrale Wirkmechanismen bewiesen sind, wurde diese Bezeichnung aufgegeben.
Aus historischen Gründen werden in der Humanmedizin die sauren antipyretischen Analgetika auch nichtsteroidale Antirheumatika (NSAR) genannt. Ursprünglich wurden Steroide zur Behandlung der chronischen Entzündung beim Rheumatismus eingesetzt. Mit der Entdeckung der entzündungshemmenden Eigenschaft der nichtopioiden Analgetika hielten nun letztere Substanzen zunächst Einzug in die Rheuma-Behandlung. Erst später wurden sie verbreitete Schmerz- und Fiebermittel.